# Images 1966–1967
Images 1966–1967 é uma compilação de músicas de David Bowie de seu primeiro álbum, David Bowie, e várias outras canções gravadas pela Decca Records durante 1966 e 1967. As canções refletem um momento em que Bowie era influenciado pela cena dos cabarés londrinos e é particularmente influenciado por cantores como Anthony Newley.

## Faixas
Todas canções escritas por David Bowie

### Lado 1
1. "Rubber Band" – 2:17
2. "Maid Of Bond Street" – 1:43
3. "Sell Me A Coat" – 2:58
4. "Love You Till Tuesday" – 3:09
5. "There Is A Happy Land" – 3:11

### Lado 2
1. "The Laughing Gnome" – 3:01
2. "The Gospel According To Tony Day" – 2:48
3. "Did You Ever Have A Dream" – 2:06
4. "Uncle Arthur" – 2:07
5. "We Are Hungry Men" – 2:58
6. "When I Live My Dream" – 3:22

### Lado 3
1. "Join The Gang" – 2:17
2. "Little Bombardier" – 3:24
3. "Come And Buy My Toys" – 2:07
4. "Silly Boy Blue" – 3:48
5. "She's Got Medals" – 2:23

### Lado 4
1. "Please Mr. Gravedigger" – 2:35
2. "The London Boys" – 3:20
3. "Karma Man" – 2:58
4. "Let Me Sleep Beside You" – 3:24
5. "In The Heat Of The Morning" – 2:59 (produzido por Tony Visconti)